# Astragalus pseudoszovitsii
Astragalus pseudoszovitsii är en ärtväxtart som beskrevs av Sirj. och Karl Heinz Rechinger. Astragalus pseudoszovitsii ingår i släktet vedlar, och familjen ärtväxter. Inga underarter finns listade i Catalogue of Life.